# Măcicășești
Măcicășești – wieś w Rumunii, w okręgu Marusza, w gminie Șăulia. W 2011 roku liczyła 153 mieszkańców.